# ℃-uteのチャレンジTV
℃-uteのチャレンジTV（キュートのチャレンジティーヴィー）は、2014年4月24日から同年9月25日までBS-TBSにて放送されていた教養バラエティ番組であり、℃-uteの冠番組である。全6回。

## 概要
番組タイトルの通り、番組から課せられた5つの壮大なテーマの課題に℃-uteの各メンバーが挑戦する教養バラエティ番組。

## 放送時間
- 毎月最終木曜日 23:30 - 24:00

## 出演者
- ℃-ute
  - 矢島舞美
  - 中島早貴
  - 鈴木愛理
  - 岡井千聖
  - 萩原舞

## 放送リスト
| # | 放送日         | チャレンジテーマ                        | チャレンジャー （℃-ute） | ゲストコーチ （#1のみスペシャルゲスト） |
| - | -------------- | --------------------------------------- | ------------------------ | --------------------------------------- |
| 1 | 2014年 4月24日 | 「チャレンジ会議」                      | （なし）                 | 立川志ら乃                              |
| 2 | 5月29日        | 「ECOに貢献 ダイエットに挑戦!」         | 中島早貴                 | パパイヤ鈴木、KoRock                    |
| 3 | 6月26日        | 「℃-uteグッズの在庫品販売にチャレンジ」 | メンバー全員             | マーフィー山口                          |
| 4 | 7月31日        | 「日本の伝統文化・落語に挑戦」          | メンバー全員             | 立川志ら乃                              |
| 5 | 8月28日        | 「オリジナルアニメの制作に挑戦」        | メンバー全員             | (なし)                                  |
| 6 | 9月25日        | 「℃-uteが世界の頂点に挑む!」            | メンバー全員             | (なし)                                  |

## スタッフ
- ナレーター：森一丁
- 技術協力：Take5、日本VTR、studio9、ル・オブジェ・アール・スタジオ
- 編集：井上達生
- MA：河野賢一郎
- 音楽：遠藤浩二
- 美術：和田修吾
- 制作アシスタント：福井千晶、斎藤江里
- アソシエイトプロデューサー：清水雅哉
- AD：鬼澤健二
- ディレクター：十川利春
- 総合演出：鈴木浩介
- プロデューサー：丹羽多聞アンドリウ（BS-TBS）
- 制作協力：SevenSource inc.
- 制作：BS-TBS

## 補足
2014年12月26日には、当番組を収録したDVDがBS-TBSより発売された。